# William Parr (1e baron Parr of Horton)
William Parr (ca 1480 – 10 september 1547) was een Engelse hoveling. Hij was een zoon van William Parr en Elizabeth FitzHugh.
In 1518 werd Parr sheriff van Northamptonshire. Hij bekleedde verschillende functies aan de hoven van zowel Hendrik VII en Hendrik VIII. Zo was hij esquire to the body van beide koningen en kamerheer van zijn nicht Catharina Parr.
Parr werd in 1513 geridderd en in 1543 werd hij beleend met de titel baron Parr of Horton. Hij huwde met Mary Salisbury (ca 1484 – 10 juli 1555). Het paar kreeg vier dochters.
William Parr stierf in 1547 en werd bijgezet op het familielandgoed in Horton, Northamptonshire.